# Test Porsolta

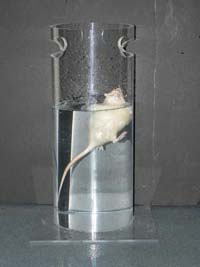
Mysz w czasie testu wymuszonego pływania

Test Porsolta (znany także jako test wymuszonego pływania, ang. Porsolt forced swimming test) – test behawioralny, służący do badania efektów leków przeciwdepresyjnych u zwierząt laboratoryjnych. Polega on na umieszczeniu zwierzęcia w wypełnionym wodą cylindrycznym pojemniku, z którego nie ma wyjścia, na 15 minut. Przy drugiej próbie, podejmowanej 24 godziny po zakończeniu pierwszej i trwającej 5 minut, mierzony jest czas, przez jaki zwierzę pozostaje w bezruchu. Leki przeciwdepresyjne skracają ten okres. Test wymuszonego pływania jest najczęściej stosowanym zwierzęcym modelem depresji. Znieruchomienie zwierzęcia występujące po pewnym czasie wymuszonego pływania jest traktowane jako behawioralny odpowiednik występującego u ludzi poczucia beznadziejności.